# Краинская
«Краинская» («Краинка № 1») — лечебно-столовая сульфатная кальциевая минеральная природная питьевая вода малой минерализации (2,3-3,0 г/дм³) из скважины 4/84 Краинского месторождения, расположенной на территории санатория (курорта) «Краинка» (посёлок Курорт Краинка, Суворовского района Тульской области).

## История
Первые сведения о наличии лечебных минеральных вод в юго-западной части Московского артезианского бассейна были получены в середине XIX столетия. На базе минерального источника «Краинская» в Тульской области минеральные сульфатнокальциевые воды стали применяться для лечения желудочно-кишечных заболеваний. Позднее, в середине 1930-х годов, было дано научное обоснование лечебных свойств источника, и была создана водолечебница, которая получила широкую известность

## Описание
Район месторождения минеральных вод «Краинская» располагается на юго-западном крыле Московского артезианского бассейна, характерной особенностью которого является прямая вертикальная и горизонтальная гидрогеохимическая зональность подземных вод. Месторождение относится к типу пластовых месторождений антиклинальных складок, вскрываемых эрозионной сетью, и может быть классифицировано как месторождение II группы сложности. Заявленная потребность минеральной сульфатно-кальциевой воды с минерализацией 2,7 г/дм³ составляет 4,8 тыс. м³/сут. Водозабор представляет собой линейный ряд из 5 скважин протяжённостью 1490 м. Расстояние между скважинами 350—400 м, нагрузка на каждую скважину составляет от 960 до 1680 м³/сут. Розливом вод, добываемых на Краинском месторождении минеральных вод, занимается завод минеральных вод «Демидовский» (посёлок Черепеть Суворовского района Тульской области). Бутилированная минеральная вода «Краинская» продается газированной.

## Химический состав
Общая минерализация воды — 2,2-2,8 г/л. Кислотность воды — 7,1 рН. Дебет скважины 4/84 — 11,1 л/с. Вода «Краинская» содержит (в мг на л):
| гидрокарбонаты HCO3-  | 200–300   |
| сульфаты SO42-        | 1400–1600 |
| хлориды Cl-           | <25       |
| кальций Ca2+          | 500–650   |
| магний Mg2+           | <100      |
| натрий + калий Na++K+ | <100      |

## Лечебные свойства
Минеральная вода «Краинская» показана для лечения следующих заболеваний (вне фазы обострения):
- гастроэзофагеальная рефлюксная болезнь, эзофагит
- хронические гастриты с нормальной и повышенной кислотностью
- язва желудка и/или двенадцатиперстной кишки
- синдром раздражённого кишечника
- дискинезия кишечника
- заболевания печени, желчного пузыря и желчевыводящих путей
- хронический панкреатит
- реабилитация после операций по поводу язвы желудка
- постхолецистэктомический синдром
- сахарный диабет и т. д.

Минеральная вода «Краинская» не показана пациентам с пониженной кислотностью желудка. Как и другие лечебно-столовые минеральные воды «Краинская» не рекомендуется в качестве ежедневного питья в течение длительного времени. Лечение минеральной водой «Краинская» не проводится при обострении заболеваний, имеются другие противопоказания. При лечебном или длительном приеме необходима консультация специалиста.